# Внутрішні війська МВС Таджикистану
Внутрішні війська МВС Таджикистану - військове формування яке повинно забезпечувати внутрішню безпеку у Таджикистані, підпорядковується Міністерству внутрішніх справ. Виконує роль резерву Збройних сил Таджикистану і відповідає за внутрішню охорону охорону разом із Прикордонними військами Таджикистану. Командувачем внутрішніх військ є генерал-майор Кубанов Негматулло Саідович. 